# Pócsik Dénes
Pócsik Dénes (Kunágota, 1940. március 9. – Eger, 2004. november 20.) olimpiai bajnok vízilabdázó, edző.

## Sportpályafutása
1954-től az Egri Fáklya, 1956-tól az Egri Dózsa, illetve az Eger SE úszója és vízilabdázója volt. Ifjúsági úszóként is szerzett magyar bajnoki címet, de kiemelkedő eredményeket vízilabdázásban ért el. Védőjátékosként 1960-tól 1972-ig összesen nyolcvanhat alkalommal szerepelt a magyar válogatottban. A magyar csapat tagjaként három olimpiai érmet, egy Európa-bajnoki címet és két Universiade-győzelmet szerzett. Az 1972. évi olimpia után visszavonult a válogatottságtól, de egri egyesületében 1978-ig aktív játékos maradt.  

### Sporteredményei
- olimpiai bajnok (1964, Tokió)
- olimpiai 2. helyezett (1972, München)
- olimpiai 3. helyezett (1968, Mexikóváros)
- Európa-bajnok (1962, Lipcse)
- Európa-bajnoki 5. helyezett (1966, Utrecht)
- kétszeres Universiade-győztes (1963, Porto Alegre; 1965, Budapest)

## Edzői pályafutása
1966-ban a Sportvezető és Edzőképző Intézetben (SEKI) edzői, 1972-ben a Testnevelési Főiskolán szakedzői oklevelet szerzett. 1974-től, még aktív játékosként egyesülete játékosedzője lett. Visszavonulása után 1980-ig a kuvaiti válogatott vezetőedzője, majd  a holland válogatott szövetségi kapitánya volt. Hazatérése után egri klubja vezetőedzőjeként, egyúttal igazgatójaként tevékenykedett. 1990 és 1991 között a magyar női válogatott edzője volt. 1995-től Ausztráliában telepedett le, Perthben Nyugat-Ausztrália sportkollégiumának főedzője, majd Canberrában az Ausztrál Vízilabda Szövetség edzőtáborának edzője volt. Az ausztrál küldöttség tagjaként részt vett az ebben az időszakban rendezett világversenyeken. Négy évvel halála előtt, gyógyíthatatlan betegsége tudatában tért vissza Egerbe.

## Díjai, elismerései
- A Magyar Népköztársaság Kiváló Sportolója (1962)[1]
- Eger díszpolgára (2003)

## Emlékezete
- Pócsik Dénes emléktorna
- Eger északi részén utca viseli a nevét.[2]
- Biros Péterrel, Szécsi Zoltánnal és Madaras Norberttel közös csűrcsillag az Egri Csillagok Sétányán Egerben az Érsek utcában (2019).